# ウラジーミル・ブルガコフ

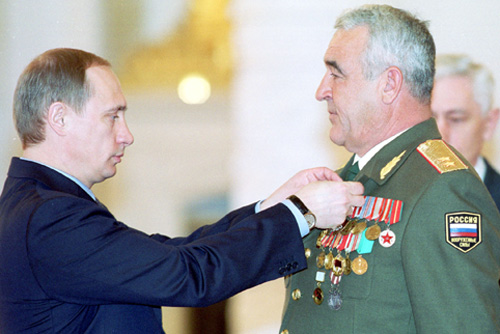
プーチン大統領より勲章を授かるブルガコフ、2000年5月28日

ウラジーミル・ブルガコフ（Владимир Васильевич Булгаков、1949年1月1日 - ）は、ロシアの軍人。陸軍大将。ロストフ州ベーラヤ・カリトヴァ出身。ロシア連邦英雄。

## 来歴
カフカーズ・スヴォーロフ学校、タシケント高等軍事戦車指揮学校を卒業。1971年から1976年まで、中央軍集団（チェコスロバキア）において、戦車小隊長、中隊長、大隊長を歴任。1979年に装甲戦車兵軍事アカデミーを卒業した後、戦車連隊参謀長、連隊長、戦車師団副師団長を務めた。
1985年～1987年、アフガニスタンで戦う。1989年から1994年まで自動車化狙撃師団長。第166独立親衛自動車化狙撃旅団を指揮した後、第58諸兵科連合軍副司令官に任命。1995年、軍集団司令官。
1997年、参謀本部軍事アカデミー卒業後、第8軍団（ヴォルゴグラード）長、1998年12月に非常事態担当北カフカーズ軍管区副司令官に任命。
1999年8月、ダゲスタンのボトリフ地区において、シャミル・バサエフの部隊を撃滅。同年10月、在北カフカーズ連邦軍北方作戦集団を指揮し、グロズヌイ奪取作戦を指導した。2000年2月26日から中央作戦集団司令官となり、シャトイの奪取等に参加した。同年3月、ロシア連邦英雄の称号が授与された。
2000年、北カフカーズ軍管区参謀長。2003年8月、ロシア陸軍副総司令官に任命。
2006年9月8日、極東軍管区司令官に任命。

## パーソナル
妻帯、1男1女を有する。息子は将校。
上級中尉、大尉、中佐には、期限前に昇進した。軍事科学準博士。